# Зильберберг, Алик Самуилович
Алик Самуилович Зильберберг (англ. Alik Zilberberg; род. 7 ноября 1937, Одесса) — советский и американский шахматист, мастер спорта СССР (1969), гроссмейстер ИКЧФ (1993).

## Биография
Выпускник электротехнического факультета Одесского политехнического института. Работал в одном из одесских НИИ. С 1979 года постоянно проживает в США.
Бронзовый призёр юношеского чемпионата УССР (1955 г.). Двукратный чемпион Одессы (1960 и 1961 гг.). Чемпион Мариуполя 1963 г.
Добился больших успехов в игре по переписке.
Бронзовый призёр 8-го чемпионата СССР (1967—1968 гг.; разделил 2—3 места с И. А. Морозовым, уступил по дополнительным показателям).
Серебряный призёр 11-го чемпионата Европы.
Участник 13-го (1989—1998 гг.) и 20-го (2004—2011 гг.) чемпионатов мира.
В составе сборной США участник 11-й (1992—1999 гг.), 14-й (2002—2006 гг.) и 16-й (2010—2016 гг.) заочных олимпиад (всегда играл на 1-й доске, на 14-й олимпиаде сборная завоевала бронзовые медали).
Занимался тренерской работой. С 1962 по 1972 год преподавал в Одесском дворце пионеров, с 1972 по 1978 год — в школе олимпийского резерва. В разные годы у него занимались будущие гроссмейстеры Л. О. Альбурт, В. С. Эйнгорн и Н. А. Легкий.

## Основные спортивные результаты
| Год                       | Город                                                     | Соревнование                                                              | +  | − | =  | Результат | Место                       |
| ------------------------- | --------------------------------------------------------- | ------------------------------------------------------------------------- | -- | - | -- | --------- | --------------------------- |
| 1953                      | Харьков                                                   | Отборочный турнир к юношескому чемпионату Украинской ССР                  |    |   |    |           | 2                           |
|                           |                                                           | Командный чемпионат СССР среди юношей (сборная Украинской ССР, ?-я доска) |    |   |    |           |                             |
| 1955                      | Николаев                                                  | Юношеский чемпионат Украинской ССР                                        |    |   |    |           | 3—5                         |
|                           |                                                           | Командный чемпионат СССР среди юношей (сборная Украинской ССР, ?-я доска) |    |   |    |           |                             |
| 1960                      | Одесса                                                    | Чемпионат Одессы                                                          |    |   |    |           | 1                           |
| 1961                      | Одесса                                                    | Чемпионат Одессы                                                          |    |   |    |           | 1                           |
| 1963                      | Мариуполь                                                 | Чемпионат Мариуполя                                                       |    |   |    |           | 1                           |
| 1980                      | Голливуд                                                  | Турнир американских мастеров                                              |    |   |    |           | 3                           |
| 1986                      | Лос-Анджелес                                              | Открытый чемпионат Восточной Калифорнии                                   |    |   |    |           | 2—4                         |
| 2003                      | Сан-Диего                                                 | Чемпионат округа Сан-Диего                                                |    |   |    |           | 2—3                         |
| СОРЕВНОВАНИЯ ПО ПЕРЕПИСКЕ |                                                           |                                                                           |    |   |    |           |                             |
| 1967—1968                 | 8-й чемпионат СССР                                        | 8-й чемпионат СССР                                                        | 8  | 2 | 9  | 12½ из 19 | 2—3                         |
| 1970—1973                 | Турнир памяти В. И. Ленина                                | Турнир памяти В. И. Ленина                                                |    |   |    | 9 из 15   | 5                           |
| 1973—1978                 | 11-й чемпионат Европы                                     | 11-й чемпионат Европы                                                     | 10 | 1 | 3  | 11½ из 14 | 2—3                         |
| 1987—1993                 | Отборочный турнир 11-й Олимпиады (сборная США, 1-я доска) | Отборочный турнир 11-й Олимпиады (сборная США, 1-я доска)                 | 7  | 0 | 3  | 8½ из 10  | 1 на доске                  |
| 1989—1998                 | 13-й чемпионат мира                                       | 13-й чемпионат мира                                                       | 4  | 2 | 10 | 9 из 16   | 7—8                         |
| 1992—1999                 | 11-я Олимпиада (сборная США, 1-я доска)                   | 11-я Олимпиада (сборная США, 1-я доска)                                   | 5  | 2 | 5  | 7½ из 12  |                             |
| 1999—2004                 | ¾ финала 19-го чемпионата мира                            | ¾ финала 19-го чемпионата мира                                            | 5  | 0 | 11 | 10½ из 16 | 1—4                         |
| 2002—2006                 | 14-я Олимпиада (сборная США, 1-я доска)                   | 14-я Олимпиада (сборная США, 1-я доска)                                   | 2  | 0 | 9  | 6½ из 11  | 3—4 на доске; команда — 3-я |
| 2004—2011                 | 20-й чемпионат мира                                       | 20-й чемпионат мира                                                       | 2  | 0 | 12 | 8 из 14   | 5—7                         |
| 2008—2009                 | Матч Англия — США (1-я доска, против Р. Холла)            | Матч Англия — США (1-я доска, против Р. Холла)                            | 0  | 0 | 2  | 1 из 2    |                             |
| 2010—2016                 | 16-я Олимпиада (сборная США, 1-я доска)                   | 16-я Олимпиада (сборная США, 1-я доска)                                   | 0  | 1 | 11 | 5½ из 12  |                             |
| 2014                      | Матч США — Индия (1-я доска, против К. Сашикирана)        | Матч США — Индия (1-я доска, против К. Сашикирана)                        | 0  | 0 | 2  | 1 из 2    |                             |
| 2015—2017                 | Матч США — Турция (1-я доска, против Т. Тургута)          | Матч США — Турция (1-я доска, против Т. Тургута)                          | 0  | 1 | 1  | ½ из 2    |                             |
| 2021 — н.в.               | Матч США — Словения (1-я доска, против Е. Шивича)         | Матч США — Словения (1-я доска, против Е. Шивича)                         | 0  | 0 | 1  | ½ из 1    |                             |

## Изменения рейтинга
| График не отображается по техническим причинам. Чтобы исправить это, воспроизведите график в новом формате, если это возможно. |